# Commerce coopératif et associé
Le commerce coopératif et associé désigne une organisation de réseaux de points de vente (magasins, agences, hôtels,…) constitués et contrôlés par des entrepreneurs indépendants, qui se sont associés au sein d'un groupement dans le but de mettre en place des actions et des outils communs résultant de la mutualisation de leurs moyens et de leurs savoir-faire. Propriétaires de leurs affaires et de leur réseau/enseigne, ils en sont les acteurs et les décideurs. En grande majorité, ces groupements sont organisés autour d'une Société Anonyme Coopérative de commerçants à capital variable .
Il recense aujourd'hui environ 97 groupements couvrant de nombreux secteurs tels que l'alimentaire (E. Leclerc, les Mousquetaires, Système U, Biomonde...), le sport (Intersport, Sport 2000, Unifrance, Europêche…), le jouet et la puériculture (JouéClub, Bébé 9…), l'équipement de la personne (Passion Beauté, Julien d'Orcel, la Guilde des Orfèvres,…), l'équipement de la maison (Gedimat, Culinarion, Master Pro, Monsieur Meuble, Europiscine…), l'hôtellerie et la restauration (Best Western, Inter-Hotel, C10…), l'immobilier (L'Adresse, Orpi..), la pharmacie et la parapharmacie (Giropharm, Giphar, Astera, Welcoop, Techniciens de santé...), le tourisme (Selectour…), l’optique (Atol, Optic 2000, Krys, Visual, Lissac…), l’automobile (Axial, Roady, Bestrepair…)… Le secteur des services est également concerné avec notamment le groupement d’auto-écoles ECF, le réseau de conseil et d’expertise comptable Cerfrance ou encore la MDSAP pour les services à la personne.

## Historique
Les premiers groupements, nés à la fin du XIXe siècle, ont connu un essor important dans les années 1960, au moment de l'avènement de la grande distribution et des grandes chaînes de commerce spécialisé, poussant les indépendants à se regrouper ou à consolider les bases de leur groupement. 
Représentant moins de 10 % du commerce de détail français dans les années 1960, les groupements de commerçants en pèsent aujourd'hui 30 %. Les groupements, qui n'étaient à leur début que des centrales d'achat, sont aujourd'hui devenus des réseaux d'enseignes qui apportent à des milliers d'entrepreneurs indépendants modernité et compétitivité.

## Statut juridique et organisation
En général, la structure centrale d’un groupement de commerçants associés est une Société Anonyme (SA) Coopérative de Commerçants à capital variable. Dans les autres cas, il peut s'agir d’autres statuts juridiques qui empruntent, en général, les caractéristiques de fonctionnement coopératif (Groupement d’Intérêt Économique, Union de coopératives, SA, SARL à capital variable, …). Dans certains cas, cette structure centrale peut contrôler une ou plusieurs filiales dédiées à des activités précises : développement du réseau, transmissions d’entreprises, formation, achat et logistique, …
Ces groupements appartiennent et sont dirigés exclusivement par ceux qui exploitent les points de vente : les entrepreneurs indépendants. Associés au capital de leur groupement, ils participent pleinement aux décisions et poursuivent le même objectif : mutualiser leurs moyens et de leurs savoir-faire afin d'accroître leurs performances, leur compétitivité et d'assurer ainsi la pérennité de leur entreprise et de leur réseau. Ils développent des politiques et des moyens communs : centrale d'achat et moyens logistiques, concept de vente et enseigne, gammes et marques propres, opérations commerciales, carte de fidélité, campagnes de publicité nationales et locales, école de formation, moyens informatiques, outils financiers …
6 principes fondamentaux structurent les groupements du commerce coopératif et associé  :
- L’indépendance : les réseaux sont constitués d’entrepreneurs indépendants, qui ont librement décidé de se regrouper afin de mutualiser les services, fixer des règles de fonctionnement et les appliquer de manière autonome.
- La mutualisation et le partage : le fonctionnement des groupements repose sur la mise en commun et le partage des savoir-faire et des moyens
- L’actionnariat : les groupements appartiennent à leurs membres, les associés garantissent ainsi une stabilité de l’actionnariat et des politiques de l’entreprise. Ce n’est pas le capital qui est rémunéré mais le profit réalisé par chacun des associés commerçants.
- L’implication : propriétaires des groupements, les associés sont impliqués dans la gouvernance et la mise en œuvre des stratégies. Constitués de PME enracinées dans le tissu local, les groupements sont également impliqués dans le développement économique des territoires.
- La démocratie : tous les membres de coopératives, quel que soit le capital représenté, votent selon le principe « Un homme égale une voix ». Les administrateurs sont élus démocratiquement par les associés coopérateurs.
- La solidarité : les associés sont solidaires les uns des autres, s’entraident, se conseillent, se parrainent.

## Chiffres-clés
En 2024, le Commerce Coopératif et Associé représente en France : 
- 209 milliards d'euros de CA TTC
- 4 % de croissance
- 7 % du PIB
- 32 % du commerce de détail français
- Plus de 52 000 points de vente appartenant à plus de 41 000 entrepreneurs associés
- 650 000 employés dans les centrales et les magasins[5]
- 105 groupements et 180 enseignes nationales
- Taux de survie à 3 ans : 95 % [6]

## Fédération du commerce coopératif et associé (FCA)
Créée en 1963, la FCA, Fédération du Commerce Coopératif et Associé (ex-Fédération des enseignes du Commerce Associé). est une organisation professionnelle qui représente les groupements de commerçants associés en France. De la défense d'un statut dans les années soixante, sa mission essentielle s’est complétée d’un rôle de promotion d'une forme de commerce. La FCA contribue plus largement au développement du commerce coopératif et associé. Elle a ainsi aidé un certain nombre de groupements à se constituer et à se développer. Dans tous les domaines, la Fédération permet aux groupements de partager leurs expériences, leur savoir-faire et progresser encore.
En 2015, la FCA met en place un service de médiation entre les commerçants et les consommateurs, la Médiation du Commerce Coopératif et Associé. Son objectif est de favoriser la résolution amiable des litiges qui peuvent survenir entre les consommateurs et les points de vente du commerce coopératif et associé.
La FCA est également reconnue par le Conseil supérieur de la coopération en qualité d’Instance de Recours de la Révision. En effet, depuis la Loi ESS du 31 juillet 2014, la révision coopérative est obligatoire pour les coopératives de commerçants détaillants qui dépassent les seuils et, en cas de carence de la coopérative révisée à l’expiration du délai de mise en demeure fixé par le réviseur, la FCA est une instance de recours amiable dont la coopérative peut bénéficier avant toute élévation d’un contentieux administratif ou judiciaire.